# Джонатан Крик
«Джо́натан Крик» (англ. Jonathan Creek) — британский детективный телесериал, снятый для BBC по оригинальной идее Дэвида Ренвика. Помимо детективной линии в сюжете присутствуют черты комедии и мистики. Главную роль исполняет комик Алан Дейвис, его герой, консультант известного фокусника, оказывается вовлечен в разгадку таинственных и загадочных преступлений.

## История
Сериал выходил с перерывами с 1997 по 2004 год, всего вышло четыре сезона и пять специальных эпизодов. Первоначально напарницей главного героя была Каролин Квентин, исполнявшая роль журналистки и писательницы Мэделин Магеллан. В 2001 году её сменила Джулия Савалия, играющая роль Карлы Боррего, бывшей сначала театральным агентом, а затем ставшей телевизионной ведущей. После пятилетнего перерыва 1 января 2009 года была выпущена специальная серия «Ухмыляющийся человек», где главному герою в расследованиях помогает исследовательница паранормальных явлений в исполнении Шеридан Смит. Специальный 90-минутный эпизод «Дерево Иуды» был снят в 2009 году и показан 4 апреля 2010 года. Третий специальный выпуск «Загадка» был показан на пасху в 2013 году.
В 1998 году сериал удостоился премии BAFTA как лучший драматический сериал, при том, что сериал нельзя назвать полностью драматическим из-за наличия комедийных персонажей и побочных линий, добавляющих изрядную долю юмора в повествование. Кроме того, производством сериала занимался департамент развлекательных программ, а не драматических, потому что создатель сериала Дэвид Ренвик предпочел работать с уже знакомыми людьми, нежели с теми, кто мог бы попытаться навязать «своё» видение истории. В сериале неоднократно появлялись приглашенные звезды, среди которых Боб Монкхаус, Билл Бэйли, Найджел Плэнер и Джоанна Ламли и др., все они, как правило, выступают отдельно как комедийные артисты.

## Концепция и актеры
Дэвид Ренвик хотел написать сериал, где детективная часть была бы больше связана с процессом дедукции, нежели действиями персонажей. В то время как обычно ставится вопрос «кто это сделал» или «почему это было сделано», в «Джонатате Крике» больше внимания уделяется тому, «как это было сделано» и каким образом с помощью трюков и приемов иллюзионистов создаются ситуации «убийства в запертой комнате», нахождение персонажа одновременно в двух местах, невероятные кражи и пр. Поимка преступника по-прежнему остается частью работы детектива, но акцент делается на том, как было совершено преступление.
Магия играет большую роль в сериале, но она предстает как обман и ловкость рук фокусника, обманывающего свою аудиторию, и часть истории посвящена тому, что изнанка трюка обычно бывает более прозаична и банальна, чем кажется при восприятии фокуса.
Значительное внимание в сериале уделяется отношениями между Джонатаном и его напарницей, Мэделин Магеллан, писательницы и журналистки, специализирующейся на расследовании судебных ошибок. Их отношения изначально подаются как платонические, хотя в определенный момент они все-таки переступают эту грань, но лишь для того, чтобы согласиться, что такое не должно повториться. На ранней стадии создания сериала Ренвик планировал сделать персонаж Мэдди мачехой Крика, вместе они бы занимались расследованиями в память об убитом отце, но потом решил, что сюжетная линия «мстящий сын» слишком бы напоминала о «Бэтмене» и «переселил» родителей Джонатана в Америку.
Каролин Квентин изначально планировалась Ренвиком на роль Мэдди Магеллан, с кандидатами же на главную роль возникли некоторые сложности. Ренвик хотел пригласить Николаса Линдхерста, но он отказался. Также из-за занятости не смог принять участие Рик Майалл, позже он появился как приглашенная звезда в одном из рождественских эпизодов. Хью Лори выказывал большой интерес к проекту и даже сначала согласился, но потом отказался, поскольку мотивы, по которым Крик позволяет Мэдди втянуть себя в расследование, для него остались непрояснёнными, особенно если учесть, что герой поначалу достаточно сильно этому сопротивляется.
Также на роль Джонатана Крика рассматривались Найджел Плэнер и Ангус Дитон, оба очень популярные на тот момент. В итоге более дюжины актеров прошли кастинг, прежде чем продюсер Сьюзан Белбин увидела Алана Дейвиса на репетиции ситкома. Дейвис был приглашен поговорить с Ренвиком, и актёр «появился лохматый, в зеленом дафлкоте с широкой улыбкой и сразу стало ясно, что это самое близкое совпадение с тем Криком, как мы всегда его представляли».
Роль Адама Клауса, шоумена-фокусника, под началом которого работает Крик, первоначально была отдана Энтони Хэду, в 1997 году он появился в пилотном эпизоде «Гробница борца», но после того, как актёр прошёл отбор в сериал «Баффи - истребительница вампиров», стало ясно, что он не сможет сниматься, и роль была отдана Стюарту Миллигану. Этим объясняется отсутствие Клауса со второго по пятый эпизод первого сезона.

## В ролях

### Главные персонажи
- Алан Дейвис — Джонатан Крик
- Каролин Квентин — Мэделин «Мэдди» Магеллан (1997—2000)
- Джулия Савалия — Карла Борего (2001—2004)
- Шеридан Смит — Джои Росс (2009—2014)

#### Постоянные второстепенные персонажи
- Энтони Хэд — Адам Клаус (1997)
- Стюарт Миллиган — Адам Клаус (1998—2010)
- Джоффри МакДживерн — Барри Оппер (1997—1998)
- Адриан Эдмондсон — Брендан Бакстер (2003—2004)
- Сара Александр — Полли Крик (2013-)

## Сюжет
Сериал строится на расследованиях загадочных преступлений, которые раскрывает Джонатан Крик, в чём ему помогает (первые три сезона) бесцеремонная и настойчивая журналистка Мэдди Магеллан. Джонатан придумывает и разрабатывает фокусы и трюки для шоу-иллюзиониста Адама Клауса. Крик живёт на ветряной мельнице в Сассексе. Его нестандартное мышление, твердая логика и изобретательность рано или поздно приводят к разгадке.
Магеллан является умелой лгуньей и обладает способностью проникать в любые места, в том числе на место преступления. Клаус — яркий и запоминающийся артист с немного зловещим сценическим образом, на деле являющийся прямолинейным и немного туповатым бабником. Порой механизм его трюков не срабатывает и все оборачивается неожиданной и комичной стороной, что Клаус воспринимает стоически, а Крик хоть и болезненно, но все-таки с изрядной долей цинизма.
Сюжет эпизода строится на «невозможном» преступлении — убийство в закрытой комнате, откуда никто не мог скрыться, необычные и загадочные кражи и убийства. Крик решает эти загадки с помощью логики и знания секретов своего мастерства. Независимо от того, как фантастически выглядит преступление, он всегда находит рациональное объяснение, где преступник предстает своеобразным «фокусником», провернувшим трюк.
Характер Крика эволюционирует с первого сезона, если поначалу он показан как немного угрюмый и нелюдимый затворник, то постепенно превращается в обаятельного и умного человека, что помогает созданию романтического напряжения между ним и Мэдди.
Фирменный знак Джонатана — дафлкот, однобортное плотное пальто, в первой серии это подлинное пальто актера, он носил его на прослушивание, и авторы сериала посчитали, что подобная одежда идеально подходит этому персонажу. После первых выпусков аналогичное пальто было приобретено в актёрский гардероб, а свой личный дафлкот Дэйвис хранит дома, он надел его в специальном новогоднем выпуске 2009 года.
Каролин Квентин отказалась появиться в специальном выпуске 2001 года, поэтому в роли спутника Крика появилась новая актриса, Джулия Савалия, которая сыграла роль Карлы Борего, цепкого и решительного театрального агента. В следующих сериях выяснилось, что она вышла замуж за телевизионного продюсера Брендана Бакстера (Адриан Эдмондсон) и стала, таким образом, телеведущей. Третья замена была сделана после пятилетнего перерыва: в сериале появилась Джои Росс, сыгравшая молодую и амбициозную исследовательницу паранормального.
Комический эффект часто появляется из-за конфликта двух сторон: сопротивления Джонатана, его нежелания впутываться в криминальные авантюры, и того давления, которое на него оказывает Мэдди, использующая материал этих расследований для написания книг.
Также комичность часто появляется из-за множества двусмысленных ситуаций возникающих из-за взаимного притяжения между Джонатаном и Мэдди, а затем и Карлой, ведущей криминального телешоу, в котором Джонатан выступает как консультант. Первоначально Джонатан соглашается на участие в разгадке преступления лишь потому, что на него давит Мэдди или потому, что в деле оказывается замешан кто-то из его близких друзей (эпизод «Обезьянник», где за расследование его просит взяться старая подруга его матери). С течением времени Джонатан становится известен и порой приглашается полицией, а иногда даже и разведкой США (эпизод «Человек-омега»).
Со временем сериал стал более мрачным, если первые серии посвящены сельскому пригороду, где совершаются тихие «изящные» убийства, то к третьему и четвертому сезону на пути Джонатана и его спутниц появляются и продажные полицейские, и психопаты, и сутенеры. Если сначала герои стоят как бы в стороне от убийства, то потом уже вовлекаются напрямую, в одном из эпизодов Мэдди становится заложницей убийцы из синдиката по торговле наркотиками, а Джонатан пытается спасти её с помощью карточного фокуса («Три игрока»).
Специальный эпизод 2009 года по сюжету напоминает гибрид ранних и поздних сезонов, где появляется смертоносная техника, несколько напоминающая эпизод "Подворье «У ведьмы» и убийство молодой женщины, которую находят повешенной в пустом спортзале. Тема повешенных ещё раз всплывет в эпизоде «Дерево Иуды», где убит сам убийца, а в преступлении обвинен сообщник.
В специальном выпуске 2013 выясняется, что Джонатан ушёл из мира магии и теперь является влиятельными финансистом, его жену зовут Полли Крик.

## Эпизоды

### Первый сезон (1997)
| # | Название                                       | Режиссёр        | Оригинальная дата показа |
| - | ---------------------------------------------- | --------------- | ------------------------ |
| 1 | «Гробница борцов (The Wrestler's Tomb)»        | Маркус Мортимер | 10 мая 1997              |
| 2 | «Джек в коробке (Jack in the Box)»             | Маркус Мортимер | 17 мая 1997              |
| 3 | «Воссозданный труп (The Reconstituted Corpse)» | Маркус Мортимер | 24 июля 1997             |
| 4 | «От Трейси ни следа (No Trace of Tracy)»       | Сэнди Джонсон   | 31 мая 1997              |
| 5 | «Дом обезьян (The House of Monkeys)»           | Сэнди Джонсон   | 7 июня 1997              |

### Второй сезон (1998)
| # | Название                                                              | Режиссёр      | Оригинальная дата показа |
| - | --------------------------------------------------------------------- | ------------- | ------------------------ |
| 1 | «Пляска смерти (Danse Macabre)»                                       | Сэнди Джонсон | 24 января 1998           |
| 2 | «Время ждет Нормана (Time Waits For Norman)»                          | Сэнди Джонсон | 31 января 1998           |
| 3 | «Ароматная комната (The Scented Room)»                                | Сэнди Джонсон | 7 февраля 1998           |
| 4 | «Проблема на Гэллоуз Гэйт ч 1.(The Problem at Gallows Gate (Part 1))» | Кит Вашингтон | 31 мая 1997              |
| 5 | «Проблема на Гэллоуз Гэйт ч 2.(The Problem at Gallows Gate (Part 2))» | Кит Вашингтон | 21 февраля 1998          |
| 6 | «"Мамаша Редкап" (Mother Redcap)»                                     | Кит Вашингтон | 28 февраля 1998          |

Специальный рождественский выпуск 1998
Чёрная канарейка (Black Canary)

### Третий сезон (1999—2000)
| # | Название                                                                 | Режиссёр        | Оригинальная дата показа |
| - | ------------------------------------------------------------------------ | --------------- | ------------------------ |
| 1 | «Любопытная история мистера Спирфиша (The Curious Tale of Mr Spearfish)» | Кит Вашингтон   | 27 ноября 1999           |
| 2 | «Глаза Тиресия (The Eyes of Tiresias)»                                   | Кит Вашингтон   | 4 декабря 1999           |
| 3 | «Человек из Омеги (The Omega Man)»                                       | Кит Вашингтон   | 11 декабря 1999          |
| 4 | «Кузница духов (Ghosts Forge)»                                           | Ричард Холтхаус | 18 декабря 1999          |
| 5 | «Чудо в Крукед-Лэйн (Miracle in Crooked Lane)»                           | Ричард Холтхаус | 28 декабря 1999          |
| 6 | «Три игрока (The Three Gamblers)»                                        | Ричард Холтхаус | 2 января 2000            |

Специальный рождественский выпуск 2001
Дымоход Сатаны (Satan’s Chimney)

### Четвертый сезон (2003—2004)
| # | Название                               | Режиссёр       | Оригинальная дата показа |
| - | -------------------------------------- | -------------- | ------------------------ |
| 1 | «Енотовая шапка (The Coonskin Cap)»    | Кристин Гернон | 1 марта 2003             |
| 2 | «Ангельские локоны (Angel Hair)»       | Кристин Гернон | 8 марта 2003             |
| 3 | «Манекен (The Tailor's Dummy)»         | Кристин Гернон | 15 марта 2003            |
| 4 | «Сквозь пески (The Seer of the Sands)» | Сэнди Джонсон  | 14 февраля 2004          |
| 5 | «В клетке (The Chequered Box)»         | Сэнди Джонсон  | 21 февраля 2004          |
| 6 | «Лес горгон (Gorgons Wood)»            | Сэнди Джонсон  | 28 февраля 2004          |

Специальный новогодний выпуск 2009
Ухмыляющийся человек (The Grinning Man)
Специальный пасхальный выпуск 2010
Дерево Иуды (The Judas Tree)
Специальный пасхальный выпуск 2013
Палец Эрудита (The Clue of the Savant’s Thumb)

### Пятый сезон (2014)
Сезон из трех эпизодов был запущен в производство в 2013 году, а в эфир вышел в начале 2014.
| # | Название                                                  | Режиссёр     | Оригинальная дата показа |
| - | --------------------------------------------------------- | ------------ | ------------------------ |
| 1 | «Письма Септимуса Нуна (The Letters Of Septimus Noone)»   | Дэвид Сэнт   | 28 февраля 2014          |
| 2 | «Грешник и Песочный человек (The Sinner and the Sandman)» | Дэвид Ренвик | 7 марта 2014             |
| 3 | «Проклятие бронзовой лампы (The Curse Of The Bronze Lam)» | Дэвид Ренвик | 14 марта 2014            |

### 2016
Обитель нечестивых (Daemon’s Roost), реж. Сэнди Джонсон

## Музыка
В качестве заглавной музыкальной темы сериала звучит «Пляска смерти» (Danse macabre) Камиля Сен-Санса в исполнении струнных.